# STS-54
STS-54 est la troisième mission de la navette spatiale Endeavour.

## Équipage
- Commandant : John H. Casper (2)  États-Unis
- Pilote : Donald R. McMonagle (2)  États-Unis
- Spécialiste de mission : Mario Runco, Jr. (2)  États-Unis
- Spécialiste de mission : Gregory J. Harbaugh (2)  États-Unis
- Spécialiste de mission : Susan J. Helms (1)  États-Unis

Le chiffre entre parenthèses indique le nombre de vols spatiaux effectués par l'astronaute au moment de la mission.

## Paramètres de la mission
- Masse :
  - Navette à vide : 92 988 kg
  - Chargement : 18 559 kg
- Périgée : 302 km
- Apogée : 309 km
- Inclinaison : 28,5°
- Période : 90,6 min

### Sortie dans l'espace
- Harbaugh et Runco  - EVA 1
- Début EVA 1 : 17 janvier 1993
- Fin EVA 1 : 17 janvier 1993
- Durée : 4 heures 28 minutes

## Objectifs
Déploiement d'un satellite TDRS.